# Johann Georg Rist

Johann Georg Rist um 1810

Johann Georg Rist (* 23. November 1775 in Niendorf bei Altona (heute beides Stadtteile von Hamburg); † 5. Februar 1847 in Schleswig) war ein aus Holstein stammender Schriftsteller, dänischer Diplomat und Staatsmann der ersten Hälfte des 19. Jahrhunderts. Verheiratet war er mit Emilie Hanbury, der Tochter des englischen Kaufmanns und Konsuls in Hamburg, William Hanbury.

## Leben
Johann Georg Rist war der Sohn des Predigers Johann Christoph Friedrich Rist an der damals noch holsteinischen Niendorfer Marktkirche und ein direkter Nachfahre des Dichters Johann Rist. Er erhielt von seinem Vater privaten Unterricht und besuchte erst 1794 für ein Schuljahr das Johanneum in Hamburg. Danach studierte er Rechtswissenschaften an der Universität Jena und ab 1796 an der Universität Kiel. Bei einem Besuch in Kopenhagen machte 1797 die Bekanntschaft des dänischen Finanz- und Handelsministers Graf Ernst Heinrich von Schimmelmann und wurde bis zum Jahr 1801 dessen Privatsekretär. Danach trat er in den Diplomatischen Dienst Dänemarks zunächst als Legationssekretär in Sankt Petersburg ein. 1802 wurde er nach Madrid versetzt und wurde dort 1804 Chargé d’affaires. Als solcher wechselte er 1806 an den britischen Hof nach London. In seine Londoner Zeit fielen die komplizierten diplomatischen Verwicklungen um den Angriff der britischen Flotte auf Kopenhagen (1807). Persönlich wurde ihm anschließend vorgeworfen, die Ereignisse nicht vorhergesehen zu haben. 1808 wurde er wohl bestallter Geschäftsträger Dänemarks in der Freien Hansestadt Hamburg. Die Wirrnisse der Hamburger Franzosenzeit nötigten ihn 1813 um seine Entlassung nachzusuchen. Er siedelte erst einmal in Hadersleben an. 1814 wurde er Mitglied der Kommission zur Wiederbesitzergreifung der Herzogtümer Schleswig und Holstein mit dem Sitz in Kiel und auch königlich-dänischer Kommissar für die Liquidationsgeschäfte in Paris. 1815 kehrte er nach Hamburg zurück und zog 1828 nach Altona in Holstein. Er wurde 1834 Erster Rat der schleswig-holsteinischen Regierung in Schleswig, der er bis 1846 angehörte. 1836 wurde er Kommandeur vom Dannebrog-Orden und Dannebrogsmann. Mit Eintritt von Ludwig Nicolaus von Scheele in diese Regierung, der ein allgemein unbeliebter Vertreter des Konzepts des Gesamtstaats war, fiel er mit fünf weiteren Regierungsmitgliedern in Ungnade und wurde entlassen.

## Werke
- Der blinde Spielmann (1798) in: Mnemosyne (1799)
- Historische Denkschrift über das Verhältnis Dänemarks zu Hamburg 1813
- Erforderliche Bemerkungen zu Herrn Lawätz Bericht und Gutachten betr. das Armenwesen
- als vermittelnde Erwiderung auf Uwe Jens Lornsen: Ein Wort zu den Landsleuten in Holstein und Schleswig von J. R. Kgl. Taubstummen-Inst., Schleswig 1831
- G. Poel (Hrsg.): Johann Georg Rists Lebenserinnerungen, 1.–3. Theil, Friedrich Andreas Perthes, Gotha 1880–1888.
  - 1.Theil, (Digitalisat, SUB Hamburg).
  - 2. Theil, (Digitalisat, SUB Hamburg).
  - 3. Theil, Anhang: 1. Einige Nachrichten von dem Leben des verstorbenen Etatsrat, Amtmann Compe; 2. Andeutungen und Erinnerungen zu J. E. v. Bergers Leben; 3. Schönborn und seine Zeitgenossen und zwölf Faksimiles, (Digitalisat, SUB Hamburg).